# 謎の音階

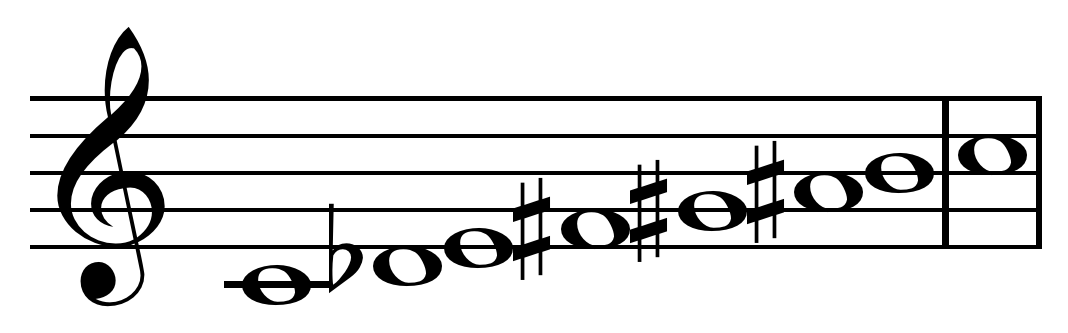
謎の音階

謎の音階（なぞのおんかい、イタリア語:scala enigmatica）とは、アドルフォ・クレシェンティーニによって1888年に発表された音階。音楽新聞「ミラノ音楽新報 Gazzetta musicale di Milano」に掲載された。ジュゼッペ・ヴェルディが「聖歌四篇（4つの聖歌）」の第1曲「アヴェ・マリア」に用いたことで知られる。
この音階は次の音列により構成されている。
- C, D♭, E, F＃, G＃, A＃, B, C

ヴェルディは、この音階の発表の翌年に無伴奏混声4部合唱曲「アヴェ・マリア」を書き上げた。「4声に和声づけされた謎の音階 Scala enigmatica armonizzata a 4 voci」という副題がついている。まず、1小節目から16小節目にかけて、バスにより、C音から始まる、謎の音階の上行形と下行形が全音符で提示される。他の3パートはそれに和声をつけたかたちをとっている。次の16小節はアルトによって提示され、ついでテノール、ソプラノへと引き継がれる。